# Grand Prix d'Ouverture La Marseillaise 1980
Il Grand Prix d'Ouverture La Marseillaise 1980, conosciuto anche come Grand Prix de Bessèges, prima storica edizione della corsa, si svolse il 5  febbraio 1980 su un percorso di 125 km, con partenza da Bessèges e arrivo a Barjac, in Francia. La vittoria fu appannaggio dell'olandese Leo van Vliet, che completò il percorso in 3h15'00", alla media di 38,154 km/h, precedendo il francese Patrick Friou ed il connazionale Frits Pirard.

## Ordine d'arrivo (Top 10)
| Pos. | Corridore               | Squadra                    | Tempo    |
| ---- | ----------------------- | -------------------------- | -------- |
| 1    | Leo van Vliet           | TI                         | 3h15'00" |
| 2    | Patrick Friou           | Miko                       | s.t.     |
| 3    | Frits Pirard            | Miko                       | s.t.     |
| 4    | Gianluigi Zuanel        | Gis Gelati                 | s.t.     |
| 5    | Jean-Philippe Pipart    | La Redoute                 | s.t.     |
| 6    | Jean-Paul Hosotte       | Puch                       | s.t.     |
| 7    | Alain Vigneron          | Les Amis du Tour de France | s.t.     |
| 8    | Aad van den Hoek        | TI                         | a 18"    |
| 9    | Jean-François Rodriguez | Puch                       | a 2'45"  |
| 10   | Henk Lubberding         | TI                         | a 6'45"  |